# Зарубин, Алексей Кузьмич
Зарубин Алексей Кузьмич (2 (14) февраля 1825 - 22 февраля (5 марта) 1888, С.-Петербург) – генерал-майор, старший адъютант штаба Отдельного корпуса жандармов, исправляющий должность начальника штаба. Следователь по делу Н. Г. Чернышевского.

## Биография
Из дворян Новгородской губернии, православный. Помещик Крестецкого и Валдайского уездов Новгородской губернии (2 450 десятин земли). Воспитывался в частном учебном заведении.
C 6 (18) мая 1843 вступил в службу унтер-офицером Гренадерского Императора Франца I полка; c 16 (28) июня 1844 - подпрапорщик; с 30 июля (11 августа) 1845 - прапорщиком, с переводом в Гренадерский Е. И. Выс. великого князя Михаила Павловича полк.
Уволен в годовой отпуск с 18 (30) ноября 1847; в отпуске пожалован подпоручиком (17.01.1848); с 14 (26) августа 1848 вызван из годового отпуска на действительную службу, с зачислением в Резервную гренадерскую дивизию, с оставлением по штату полка; по воле начальства, с 25 июля (6 августа) 1848 переведён в резервный батальон того же полка; с 11 (23) февраля 1850 - поручиком; по упразднении Резервной гренадерской дивизии, с 30 августа (11 сентября) 1850 отправлен к полку;  прибыл 14 (26) октября 1850; зачислен 16 (28) декабря 1850; c 3 (15) апреля 1851 назначен командиром роты; с 7 (19) февраля 1852 - штабс-капитан.
С 30 января (11 февраля) 1854 командирован в формировавшиеся резервные и запасные батальоны своего полка; прибыл 16 (28) февраля 1854; c 23 февраля (7 марта) 1854 назначен исправляющим должность бригадного адъютанта 3-й бригады Резервной гренадерской дивизии; утверждён в должности с 24 июня (6 июля) 1854; с 20 марта (1 апреля) 1856 – капитаном. По расформировании Резервной гренадерской дивизии, с 12 (24) марта 1857 зачислен по армейской пехоте.
С 19 июня (1 июля) 1857 прикомандирован к штабу Отдельного корпуса жандармов (ОКЖ); с 5 (17) декабря 1858 назначен старшим адъютантом штаба ОКЖ, с переводом в корпус жандармов.  За «отличие по службе» произведён, с оставлением в той должности: с 17 (29) апреля 1862 - майором; с 19 апреля (1 мая) 1864 - подполковником; с 20 апреля (2 мая) 1869 – полковником корпуса жандармов.
C 1 (13) января 1883 произведён, за отличие по службе, в чин ген.-майора, с отчислением от должности старшего адъютанта штаба ОКЖ, с оставлением в корпусе жандармов состоящим по резерву, в распоряжении главного начальника охраны Его Императорского Величества.
С 4 (16) января 1883 прикомандирован к штабу ОКЖ «по делам службы». С 8 января по 8 февраля 1883 временно исправлял должность старшего адъютанта штаба ОКЖ. Сдал должность старшего адъютанта 8 (20) февраля 1883. С 4 (16) сентября 1884 вышел в отставку.
После отставки с семьей жил в С.-Петербурге и в усадьбе села Новое Бологое, Валдайского у. Новгородской губернии. Умер в С.-Петербурге. В кратком некрологе говорилось: «Вчера, 25 февраля, на Смоленском православном кладбище похоронили генерал-майора Алексея Кузьмича Зарубина. Покойный в течение своей многолетней службы казначеем в 3-м отделении С.Е.И.В. канцелярии приобрел себе репутацию бескорыстного труженика. Последние годы своей жизни А. К. проживал на покое, на Петербургской стороне, в собственном доме, на Малой Посадской улице»

### Корпус жандармов
Независимо от исполняемой должности старшего адъютанта штаба ОКЖ, А. К. Зарубин одновременно выполнял множество других задач по корпусу:
- Исправляющий должность смотрителя дома штаба ОКЖ (12.11.1851(?)[4] -14.12.1865);
- Исправляющий должность кригс-комиссара и казначея штаба ОКЖ (14.05-8.09.1858; 1.08-7.09.1859; 19.01-8.02.1861; 28.02-11.05.1861; 1.07-4.09.1861; 24.05-7.08.1862);
- Исправляющий должность казначея штаба ОКЖ (20.04-8.09.1863; 08.05-10.10.1867);
- Исправляющий должности старших адъютантов III и IV отделений штаба ОКЖ (8.05-3.10.1868; 3.06-1.08. и 9.09-6.10.1869; 1.06-4.11.1870; 1.06-1.11.1871);
- Командирован для инспекции жандармских полицейских управлений на Балтийской, Царскосельской и Петергофской железных дорогах с 4 (16) декабря 1870;
- Делопроизводитель комиссии для приема офицеров в Корпус жандармов  (17.05.1871-7.05.1872)[5];
- Командирован с особыми поручениями в г. Пятигорск, г. Тифлис, г. Поти, г. Одессу (19.04-27.07.1872);
- Исправляющий должность начальника штаба ОКЖ (25.09-1.11.1872; 3.11-12.11.1872);
- Исправляющий должность председателя хозяйственного комитета штаба ОКЖ (22.09.1872-4.08.1874);
- Командирован для инспекции жандармских частей в Астраханской и Бакинской губерниях (8.05-2.09.1875);
- Член комиссии для приема С.-Петербургского жандармского дивизиона, по хозяйственной части (15.10-15.12.1875).

### Походы
Участник Восточной (Крымской) войны (1853-1856).
- Кампания 1854 на Балтийском море – с 1 (13) апреля 1854 по 27 сентября (9 октября) 1854: при охране С.-Петербурга в составе С.-Петербургского гарнизона и подвижного резерва С.-Петербургского отдела войск;
- Кампания 1855 на Балтийском море – с 17 (29) апреля 1855 по 3 (15) декабря 1855[6]: в делах против соединенных флотов Англии и Франции во время бомбардирования и обороны крепости Свеаборг (28-30.07.1855) и действий союзников против Гельсингфорской оборонительной позиции.

### Награды
- Святая Анна 3 степени (6.12.1854) – в воздаяние отлично-усердной и ревностной службы;
- Монаршее благоволение (19.02.1855) – в честь вступления на престол Александра II;
- Святой Станислав 3 степени (12.04.1859);
- Подарок по чину (17.04.1860);
- Высочайшее благоволение «за усердие и труды, понесенные при сформировании уездных жандармских команд в Северо-Западных губерниях России» (22.06/4.07.1864);
- Святой Станислав 2 степени, с императорской короной (27.03.1866) – в воздаяние отлично-усердной и ревностной службы;
- Святая Анна 2 степени (31.03.1868) – в воздаяние отлично-усердной и ревностной службы;
- Святой Владимир 4 степени, с бантом (пожалован 22.09.1871; указ от 10.12.1871) - за 25 лет беспорочной службы в офицерских чинах;
- Святая Анна 2 степени, с императорской короной (16.04.1872) - в воздаяние отлично-усердной и ревностной службы;
- Святой Владимир 3 степени (31.03.1874) – в воздаяние отлично-усердной и ревностной службы;
- Светло-бронзовая медаль «В память войны 1853-1856», на Андреевской ленте (1856);
- Бронзовая медаль «За усмирение польского мятежа. 1863-1864» (1865);
- Бриллиантовый перстень, с вензелевым изображением имени Его Величества (27.03.1877).

За отличие по службе, неоднократно награжден дополнительным третным, полугодовым, и в размере годового оклада (23.04.1861; 17.04.1863; 04.04.1865; 17.04.1870; 28.03.1871; 17.04.1873) денежным жалованием, а также единовременными пособиями, во внимание «отлично-усердной и полезной службы и недостаточного состояния» (17.04.1875; 17.04.1876; 16.01.1878; 1.04.1879; 20.04.1880; 12.04.1881; 28.03.1882)

## Семья
- Отец – Козьма Андреянов Зарубин, коллежский асессор, библиофил. Таможенный чиновник, вагстемпельмейстер Рижской портовой таможни, корабельный смотритель Кронштадтской портовой таможни. Помещик Новгородской губернии, Крестецкого уезда, за ним лесная дача, называемая Кубецкая, в Кубецком погосте, всего 2250 десятин. В отставке занимался подрядами Новгородской комиссии подряда бревен, дров и булыжного камня, по поставкам дров в Новгород для казённых нужд, а также для пароходов. Во 2-м д-те С.-Петербургской гражданской палаты 11 (23) июня 1847 совершена купчая, на проданную прапорщиком Алексеем Козьминым Зарубиным, коллежскому советнику Николаю Николаеву Кологривову, землю, Новгородской губернии, Крестецкого уезда, из дачи Кубецкой, всего 800 десятин, со всеми угодьями, за 10 000 руб. серебром. Впоследствии, как единственный наследник (вместе с матерью), А. К. Зарубин привлекался к судебным делам по долгам отца, предъявляемых разными кредиторами по подрядным договорам на вырубку дров из дач Зарубина, а также по заемным письмам отца.
- Мать – Татьяна Ивановна Зарубина. Помещица Новгородской губернии, Валдайского уезда, Кубецкого погоста. За ней благоприобретенная пустошь Песчанка[7], всего 1443 десятины; в Крестецком уезде за ней пустошь Ходово, всего 177 десятин.
- Жена - с 19 (31) января 1858[8] 18-летняя девица Надежда Алексеевна Чадова (1840 – 19 (31) мая 1889[9], С.-Петербург), дочь подполковника (22.08.1837) Корпуса горных инженеров и кавалера, минцмейстера Алексея Ивановича Чадова (1795 – 11 (23) декабря 1843)[10], управляющего золотым, серебряным и платиновым переделами С.-Петербургского монетного двора, и урождённой Александры Даниловны фон Менцелиус, дочери полковника артиллерии и Георгиевского кавалера Данилы Ивановича фон Менцелиуса. За генеральшей Н. А. Зарубиной в С.-Петербурге, Петербургской части, каменный и деревянный два дома – наследство от отца, где и жил с семьей А. К. Зарубин[11]. Это домовладение, с каменным и деревянным строением, Петербургской части, в 4 квартале, под № 1266[12], А. И. Чадов купил в 1832 у девицы Марьи Сергеевны Машиной, дочери коллежского секретаря, за 18 000 руб. ассигнациями. Тогда он был в чине обер-гиттенфервалтера VIII класса. Покупка очевидным образом связана с вступлением А. И. Чадова в брак с А. Д. фон Менцелиус, состоявшимся 12 (24) февраля 1832[13]  в С.-Петербурге.
- Дочь - Софья Алексеевна Шидловская (13.10.1858-1933). С 27 апреля (9 мая) 1880[14] была замужем за капитаном 63-го Углицкого пехотного полка, а ныне состоящим по армейской пехоте, 36-летним поляком Львом Альбертовичем Шидловским (13.03.1844 -?), в 1884 вышедшего в отставку. Их дети: Владимир, Лев, Ольга. Сыновья репрессированы в СССР.
- Сын - Александр (20.01.1863 -?).
- Дочь – Вера Алексеевна Палибина (24.01.1867-?). С 8 (20) февраля 1889[15] была замужем за поручиком[16] лейб-гвардии Гренадерского полка Николаем Ивановичем Палибиным (27.11.1864-08.1900[17]), сыном с.-петербургского плац-адъютанта, капитана лейб-гвардии Гренадерского полка, а впоследствии генерал-майора[18] Ивана Алексеевича Палибина (1824-31.05.1880).
- Сын - Николай (07.06.1865-?)[19], умер в детстве[20].
- Дочь – Ольга (02.12.1871-?)[21], умерла в детстве[22].
- Сын - Сергей (24.09.1874-?).

## Дело Н. Г. Чернышевского
В 1862 г. русский философ и писатель Н. Г. Чернышевский был арестован за распространение революционной пропаганды. Следствие о Чернышевском правительство вело в глубокой тайне. Согласно распространившимся по С.-Петербургу слухам, одному из редакторов официальной газеты М-ва внутренних дел «Северная почта» - И. А. Арсеньеву, был поручен «разбор» сочинений писателя. Поскольку правительство не смогло предъявить Чернышевскому обвинений в каких-либо имевших место преступлениях, то к его делу якобы был привлечен Арсеньев, который должен был обосновать юридическую возможность осудить писателя за антиправительственный «дух» его статей. Слухи о причастности Арсеньева к обвинительному приговору Чернышевскому основывались на рассказах А. К. Зарубина, который вёл следствие и проводил обыски по делу Н. Г. Чернышевского, что в глазах русской общественности придавало неоспоримый вес и правдивость его словам. Арсеньеву приписывалось авторство некой служебной записки для тайной полиции, на основании которой та составила свой доклад об антиправительственной деятельности Чернышевского для специальной следственной комиссии по расследованию революционной пропаганды, возглавляемой кн. Голицыным, который лег в основу обвинительного приговора писателю. По мнению либерал-патриотов, И. А. Арсеньев стал главным виновником политического мученичества Н. Г. Чернышевского: соучастником ареста по ложному обвинению, сфабрикованного следствия и неправедного сенатского суда, осудившего писателя на каторгу и пожизненную сибирскую ссылку.  По мнению монархистов-консерваторов, осуждение писателя было больше чем глупостью со стороны властей, в чём тоже был повинен Арсеньев, поскольку «не использовать такую кипучую энергию, как у Чернышевского, для государственного строительства – было преступлением, граничащим со злодеянием»
Во всех биографических словарях, вышедших до революции 1917 года в России, биографии Арсеньева и Зарубина несли на себе отпечаток этого события, миф о котором бытует и поныне. Однако, уже в 1928 году советские историки, изучавшие русскую революцию и архивы царской охранки, выяснили обстоятельства дела Н. Г. Чернышевского. В распоряжении тайной полиции было две записки о литературной деятельности Чернышевского, тот самый «разбор» творчества писателя, одна из которых была написана профессором С.-Петербургского университета, цензором М. И. Касторским, а другая - писателем и провокатором В. Д. Костомаровым, с которым Чернышевский был знаком по революционной деятельности.  В августе 1861 Костомаров, имевший типографию под Москвой, в которой печатались революционные листовки, был арестован по доносу своего младшего брата - Николая. Находясь под арестом и следствием специально созданной следственной комиссии, Костомаров стал сотрудничать с III отд. С. Е. И. В. канцелярии по делам о печати и распространении антиправительственных прокламаций: писал доносы, занимался фальсификацией и фабрикацией доказательной базы и провокациями против находящихся под надзором и следствием литераторов, в т. ч. против Н. Г. Чернышевского; по линии тайной полиции негласно получал от правительства денежные вознаграждения и возмещение расходов, включая расходы на свою литературную деятельность; по делу Костомарова тайная полиция привлекла к сотрудничеству его мать и другого брата – Алексея, которые также, за содействие, негласно получали от тайной полиции денежные пособия, ставшие с 1861 по 1865 г. одним из источников доходов семьи Костомаровых.
Озлобившись на Чернышевского, который якобы его оскорбил при очной ставке, он потребовал себе номера «Современника» с его статьями, к которым стал писать комментарии. А. К. Зарубин, ведущий следствие по делу Чернышевского, писал о комментариях Костомарова: «Читаешь Чернышевского, кажется, статья как статья, ничего в ней особенного нет, написано просто, умно, а начнешь читать комментарии Костомарова, то волос дыбом подымается. Не знаешь только, чему удивляться, уму ли Чернышевского, одурачившего цензуру, или простоте последней, недоглядевшей, что следует. Я полагаю, однако, что сама цензура, пропуская, знала, что делала». Записки Костомарова передавались жандармами на рассмотрение непосредственно императору Александру II.
На основании комментариев Касторского и Костомарова уже кем-то из чиновников самой тайной полиции и был составлен доклад, который лег в основу судебного приговора Чернышевскому.